# 阪神121形電車
阪神121形電車（はんしん121がたでんしゃ）は、かつて阪神電気鉄道が保有した路面電車車両である。同社の併用軌道線のうち、甲子園線を中心に運行されていた。腰板と窓を外して側板に金網を張ったスタイルから「アミ電」の愛称で呼ばれた。

## 121形登場の背景
武庫川の支流であった枝川、申川の廃川敷を開発した甲子園は、住宅地をはじめ阪神甲子園球場や阪神パークなど、阪神が力を入れて開発に取り組んだ地域であるとともに、当時は遠浅の海岸で阪神間でも有名な海水浴場であったほか、西宮七園のひとつとして阪神間モダニズムの主要な舞台でもあった。その甲子園を南北に貫く形で建設された甲子園線は、住宅地と鉄道駅を結ぶ路線であるとともに、シティリゾートへの観光客を運ぶ路線でもあった。1936年に阪神パークと中津浜、六甲山植物園の3ヶ所を会場とした「輝く日本博覧会」が開催された際、博覧会のPRと納涼観光を目的とした電車を登場させることとなり、手持ち資材を有効活用して121形を製造した。
121形は、1936年6月に121・122の2両が101形有蓋電動貨車105・106号の改造名義で登場し、1938年4月に123・124の2両が61形63・64の改造名義で登場した。

## 車体
車体はどちらも1141形への鋼体化改造で余剰となった331形の車体に大改造を施し、屋根と運転台部分を除いて側板を撤去、側面をスケルトン構造にしたもので、普通の車両の側板に当たる部分に網状の鉄板を張り、窓高さに相当する部分に2本の保護棒を設けていた。ただし、121・122と123・124とでは構造が異なっており、121・122では打ち付けだった側面の網板が、121，122の運用及び改造結果をもとに123・124では当初から脱着可能な構造になって、室内用のヒーターが取り付けられていたほか、側面のドア数が121・122では4ヶ所だったものが123・124では3ヵ所になるなど、登場時期によって細かい違いが存在していた。
車体中央部のドアは甲子園や浜甲子園の高床ホーム専用のドアで、前後のドアは併用軌道区間用として、種車のホールディングステップを生かしたステップ付き構造になっていた。前面は5枚窓であったものを中央はそのままに、左右の2枚の窓を1枚にしたもので、種車よりスマートな外観に仕上がった。前面は当然ながら窓ガラスが入っている。ヘッドライトは121・122は中央窓下に、123・124は中央窓上に取り付けられ、右窓下にトロリーレトリバーと尾灯が、右窓ウインドヘッダー上に行先方向幕が設けられていた。
塗装は車体がライトグリーン、屋根上が銀色であった。
内装は、31形より捻出されたクロスシートを活用し、入口付近に一人がけのいすを、内部に二人がけのいすを向かい合わせに配置し、特に床の主電動機点検蓋（トラップドア）が当たる部分には一人がけのいすを配置するという、巧みな座席配置となっていた。また、座席には白いカバーをかぶせ、天井や制御器を白く塗り、室内照明には優雅な笠とブラケットがついた白熱灯を中央左右に取り付けて、納涼感と観光電車らしさを演出していた。

## 主要機器
台車及び電装品は、121・122と123・124とでは種車の関係で異なっており、前者の台車はJ.G.ブリル社製Brill 27G1を装着し、主電動機はウェスティングハウス・エレクトリック(WH)社製WH-38B（1時間定格出力33.6kW）を各台車に2基ずつ計4基を装架、制御器は直接式のゼネラル・エレクトリック(GE)社製GE-40Aを搭載した。ブレーキは電気ブレーキは未装備でSM-3直通ブレーキを装備し、コンプレッサーはWH社製のDH-16を装備していた。後者は台車はBrill 27MCB-1を装着し、制御器は前者と同じであったが、モーターはGE-90A（出力37.3kW）を4基装架した。ブレーキは前者と同じであったが、コンプレッサーはGE製のCP-27Aを装備した。また、集電装置はシングルポールで、併用軌道区間を走ることから救助網が取り付けられていた。

## 運用と廃車
121形は甲子園線の納涼電車として運転を開始した。納涼感満点の車両は乗客から好評をもって迎えられ、会社側から見れば必要最小限の改造経費で大きなPR効果を挙げることができた。しかし、冬季に運用に就かずに留置するだけで車両運用上不便でもある為、1937年春には通年で使用できるように取り外し式の鉄板の腰板と引き違い式のガラス窓、ドアも窓ガラスのついたものを準備し、網板の夏姿と容易に取り替えられるようにしたほか、車内にはヒーターを取り付けた。同時に、台車及び電装品を同年廃車となった61形65・66のものと交換、翌年登場した123・124のものを先取りする形で装備した。
121・122が好評であったことから、1938年に123・124が登場した。この2両は前述のとおり121・122の運用実績にあわせて登場したことから脱着可能な側板などの改良が施された。また乗降口は3扉となり、定員も40名に増加した。座席ヒーターも取り付け済みとなっている。
1937年以降も、夏季は側板を取り替えていたが、取替えに大変な手間が掛かる事、夏姿で夕立が来たりするとその時点で予備車と交代するなど、運用上でも不便な面が目立つようになってきたために、後には夏でも冬姿で運用することが多くなった。
121形は、その後も国道線でも運用されたが、もともと中古車体を流用していてかつ車体構造も特殊である事、またクロスシート車で増加した乗客にも対応しにくい為、201形で置き換えることを計画した。しかし、肝心の201形の製造認可が下りないまま休車状態となり、戦後は尼崎車庫の片隅で留置されたまま再起することなく、121・122・124の3両が1954年3月に廃車され、残る123も1956年9月に無蓋電動貨車の121に改造されて、ユニークな「アミ電」121形は形式消滅した。